# آرشیو ملی (برزیل)
آرشیو ملی برزیل جزء مرکزی سیستم مدیریت فایل (SIGA) در برزیل است. این در ۲ ژانویه سال ۱۸۳۸ ایجاد شد و در ریودوژانیرو مستقر است. طبق قانون بایگانی (قانون ۸٫۱۵۹) از تاریخ ۸ ژانویه ۱۹۹۱، این وظیفه سازماندهی، ذخیره، نگهداری، دسترسی و افشای میراث مستند از دولت فدرال، خدمت به دولت و شهروندان است.
مجموعه آرشیو ملی شامل ۵۵ کیلومتر اسناد متنی است؛ ۲٬۲۴۰٬۰۰۰ عکس و منفی؛ ۲۷٬۰۰۰ تصویر، کارتون؛ ۷۵٬۰۰۰ نقشه‌ها و نقشه ها؛ ۷۰۰۰ دیسک و ۲۰۰۰ نوار صدای مغناطیسی؛ ۹۰٬۰۰۰ رول فیلم و ۱۲٬۰۰۰ نوار ویدئویی. همچنین دارای یک کتابخانه تخصصی در تاریخ، آرشیو، علم اطلاعات، قانون اداری و اداره دولتی است که حدود ۴۳۰۰۰ کتاب و کتاب، ۹۰۰ روزنامه و ۶٬۳۰۰ اثر نادر دارد.